# Monkey Island 2: LeChuck's Revenge
Monkey Island 2: LeChuck's Revenge és un joc d'aventura desenvolupat i publicat per LucasArts el 1991. És el segon joc de la saga Monkey Island, seguint The Secret of Monkey Island, i el sisè joc de LucasArts en utilitzar el motor de joc SCUMM. Fou el primer joc a utilitzar el sistema de so iMUSE, que permet que la música canviï de forma interactiva segons la situació i l'escenari del joc.
La història del joc se centra en Guybrush Threepwood, un jove aspirant a pirata. Després de derrotar el pirata fantasma LeChuck al primer joc, The Secret of Monkey Island, es desconeix què ha passat entre Guybrush Threepwood i la seva estimada, la governadora Elaine Marley. El joc es basa en les trifulgues de Guybrush per a trobar el misteriós tresor Big Whoop i recuperar l'amor d'Elaine. Durant el joc apareixen diversos personatges secundaris del joc anterior: n'Stan, el venedor de productes de segona mà, que ara ven taüts, la sacerdotesa vudú qui s'ha traslladat d'illa, en Herman Toothroot, un nàufrag i pseudo-filòsof, i els "homes de baixa fibra moral" (tres pirates del primer joc).
L'equip de desenvolupament del joc fou en gran part el mateix que el primer joc de la saga. El projecte estava liderat per Ron Gilbert, juntament amb Tim Schafer i Dave Grossman. És l'últim joc de LucasArts de l'època en què va participar Ron Gilbert.
El joc es va editar per primera vegada per a PC, Macintosh i Amiga el 1991, no es va editar per a Sega CD, tal com s'havia previst inicialment, perquè el primer joc no havia tingut l'èxit esperat en aquesta plataforma, i el 1994 es va editar per a FM Towns, va ser l'últim cop que es va editar un títol de LucasArts per aquesta plataforma. El juliol del 2010 es va reeditar, seguint el precedent del 2009 del primer joc, totalment refet, amb nous gràfics i petits canvis en els escenaris i els sistema de joc. Ja se n'havien fet altres reedicions abans, però eren simples adaptacions als nous sistemes operatius, millora de la resolució dels gràfics i/o de la música.

## Argument
El joc comença amb el protagonista, Guybrush Threepwood, penjant d'una corda en una mena de barranc, mentre aguanta un cofre amb una mà, apareix la governadora Marley a dalt del barranc, es despenja per una segona corda i li demana què fa. En Guybrush li explica la història de com ha arribat fins allà. Tot comença uns mesos després d'haver vençut en LeChuck, en Guybrush, a l'illa de Scabb, es vanta de la seva victòria mentre la resta de pirates es mofen d'ell, en Guybrush afirma que ara vol trobar el més gran tresor de tots, el "Big Whoop", i que ha començat a buscar-lo allà, a Scabb, però tots saben que a l'illa de Scabb no hi ha tresors, així que en Guybrush decideix marxar d'allà.
El primer capítol, "L'embargament d'en Largo LaGrande", ens narra com l'ex-primer oficial d'en LeChuck, qui controla l'illa de Scabb, ha imposat un embargament a l'entrada i la sortida de vaixells de l'illa. En Guybrush està atrapat allà i ha de vèncer en Largo per a poder marxar. Ho aconsegueix gràcies a un ninot vudú que li fabrica la sacerdotessa del primer joc, però comet l'error de mostrar a en Largo LaGrande la barba del difunt LeChunck, ja que en Largo la hi roba i la utilitza per a ressuscitar en LeChuck (ara convertit en un zombi). La sacerdotessa explica a en Guyrush que necessita el tresor del Big Whoop per a poder lliurar-se d'en LeChuck definitivament, també li explica que els qui van trobar originalment el tresor van fer un mapa d'on l'havien amagat, i el van dividir en quatre trossos.
En el segon capítol "Les quatre parts", en Guybrush ha de recuperar els quatre trossos del mapa i tornar-lo a unir per a trobar el tresor. Per a aconseguir el mapa, en Guybrush ha de viatjar constantment, visitar diversos llocs repartits entre tres illes, l'illa Booty, l'illa Phatt i l'illa Scabb (la de la primera part del joc), a cada illa trobarà elements i pistes que l'ajudaran a resoldre l'enigma del mapa. Aquesta és, segurament, la part més complicada i humorística del joc. En acabar, en Guybrush li dona el mapa a un dels personatges principals del joc, en Wally B. Feed, un cartògraf, perquè l'ajudi a localitzar l'illa on hi ha enterrat el Big Whoop.
Però, arribant ja al tercer capítol, "La fortalesa d'en LeChuck", el pirata fantasma (ara zombi) segresta en Wally i el mapa, i en Guybrush ha d'arribar a la seva fortalesa i resoldre el laberint per a rescatar-lo i recuperar el mapa.
En Guybrush allibera en Wally, però perden el mapa, però l'explosió que provoquen per a fugir, els envia volant fins a l'illa Dinky, al principi del quart i últim capítol, "L'illa Dinky", on troba en Herman Tothroot, un personatge del primer joc i el seu lloro, qui, a canvi de galetes, l'indica el camí fins al tresor. En Guybrush fa explotar dinamita per a desenterrar el tresor, explosió que sent la governadora Marley des de la seva mansió a l'illa de Booty i es dirigeix cap allà per a veure qui vol desenterrar el Big Whoop, en aquest punt tornem al principi del joc, on teníem n'Elaine i en Guybrush parlant. N'Elaine li ofereix la seva ajuda per a recuperar el Big Whoop si en Guybrush calla d'una vegada, però en aquest mateix instant, la corda que aguantava en Guybrush es trenca, i en Guybrush cau dins d'una estranya construcció de formigó amb túnels, habitacions i un ascensor amb portes blindades de metall. Allà apareix en LeChuck, amb un ninot vudú d'en Guybrush i intenta fer-lo desaparèixer per sempre, però només aconsegueix traslladar-lo de lloc dins dels túnels i les habitacions de l'extranay construcció. Aprofitant els elements que troba a les habitacions i aconseguint parts del cos d'en LeChuck, en Guybrush fa un nou ninot vudú d'en LeChuck i pot contraatacar.
A partir d'aquí el joc es torna completament absurd: en Guybrush li arrenca una cama a en LeChuck (mitjançant el ninot), en LeChuck li demana que s'acosti i li tregui la màscara, descobrint que és el seu germà "Chuckie". Ja al final del joc, i mentre tots dos germans parlen, apareix un vigilant i els fa fora d'allà dient que els nens no poden entrar en aquella zona, surten, convertits en nens, i es troben els seus pares enmig d'un parc d'atraccions. Mentrestant, n'Elaine Marley, a l'exterior del forat que havia fet en Guybrush a l'illa Dinky, es pregunta què fa en Guybrush que triga tant i es pregunta si en LeChuck no l'ha encantat amb algun sortilegi horrible.

## Sistema de joc
El sistema de joc consisteix en una pantalla dividida en dues parts principals, la superior conté els gràfics i el cursor, i la inferior una sèrie de menús i botons que permeten dur a terme accions i combinar els elements que hem anat adquirint durant el joc. Es tracta d'un joc en tercera persona en què veiem constantment en pantalla el protagonista, en Guybrush Threepwood, a qui dirigim. El joc està pensat per a jugar-lo mitjançant el ratolí, però també podem utilitzar el teclat de l'ordinador. Seguint la línia del joc anterior, continua destacant, per l'època en què es va publicar, el fet que el joc estigui pensat perquè el protagonista no mori mai, si falla les proves i els puzzles, senzillament ho ha de tornar a intentar fins que les superi. Igual que la resta de jocs creats amb el motor SCUMM, és un joc basat en la recerca i la combinació d'elements, i no és del tot lineal, les fases o capítols del joc no s'han de jugar necessàriament de forma seguida, sobretot en el primer i el segon capítols, en el primer capítol, la recerca dels ingredients per a fabricar el ninot vudú de Largo LaGrande es pot realitzar en l'ordre que més agradi al jugador, però per acabar el capítol ha d'haver trobat tots els ingredients, en el segon capítol, es poden combinar les feines en les tres illes de maneres diferents i es poden visitar les tres illes en l'ordre que el jugador prefereixi, per a acabar el capítol cal que s'hagin trobat tots quatre trossos del mapa.
El joc es pot jugar en diferents modes de dificultat, el mode fàcil, "Monkey 2 Lite", permet saltar-se trencaclosques sencers del joc. En les contraportades d'algunes edicions feien broma afirmant que aquest mode estava especialment pensat per als crítics de videojocs. És un dels pocs jocs d'aventures gràfiques de l'època que permetia triar el nivell de dificultat.

## Altres jocs de la sèrie (per ordre de publicació)
- (Monkey Island I:) El secret de Monkey Island, The Secret of Monkey Island en anglès (1990)
- (Monkey Island III:) La maledicció de Monkey Island, The Curse of Monkey Island en anglès (1997)
- (Monkey Island IV:) La fugida de Monkey Island, Escape from Monkey Island en anglès (2000)
- (Monkey Island V:) Històries de Monkey Island, Tales of Monkey Island en anglès (2009)